# Subgradient

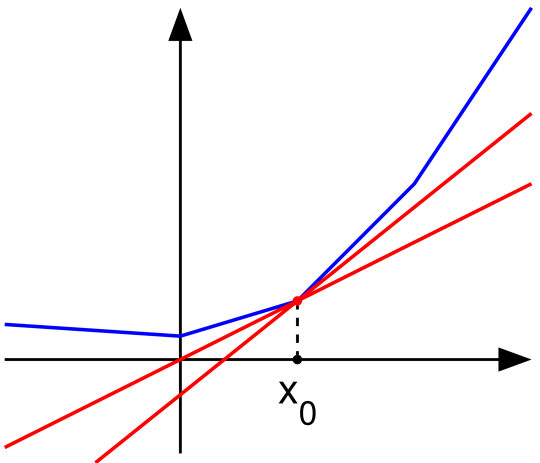
Subtangentet som hela tiden ligger under funktionskurvan

Subgradient är ett matematiskt begrepp som generaliserar derivata och gradient till funktioner som inte är deriverbara. Begreppet används mycket inom konvex optimering.

## Definition
En subgradient till en konvex funktion f i punkten {\displaystyle x_{0}} är en vektor {\displaystyle g} så att 
{\displaystyle f(x)\geq f(x_{0})+g^{\mathrm {T} }(x-x_{0})},
för alla vektorer {\displaystyle x}.
På samma sätt definieras en supergradient till konkava funktioner:
{\displaystyle f(x)\leq f(x_{0})+g^{\mathrm {T} }(x-x_{0})}.
Om f är differentierbar i {\displaystyle x_{0}} finns bara en subgradient i {\displaystyle x_{0}}, nämligen  {\displaystyle \nabla f(x_{0})}.

## Exempel
Funktionen 
{\displaystyle f(x)=|x|\,}
är deriverbar överallt utom för {\displaystyle x=0}. I punkten {\displaystyle x=0} är alla tal i intervallet {\displaystyle [-1,1]} subgradienter till {\displaystyle f}. Detta eftersom alla linjer som går igenom {\displaystyle (0,0)} och har en lutning mellan -1 och 1 ligger helt under funktionskurvan.